# Giro Next Gen
Giro [d'Italia] Next Gen, från 1970 till 1988 kallat Giro Ciclistico d'Italia, är ett cykellopp för U23-cyklister som skapades 1970, som liknar Giro d'Italia men som inte är lika långt. Loppet bygger på samma modell som Tour de l'Avenir. Tävlingen hålls för icke-professionella cyklister under 23 år. Det arrangeras av RCS Sport.

## Segrare
- 2024  Jarno Widar
- 2023  Johannes Staune-Mittet
- 2022  Leo Hayter
- 2021  Juan Ayuso
- 2020  Tom Pidcock
- 2019  Andrés Ardila
- 2018  Aleksandr Vlasov
- 2017  Pavel Sivakov
- 2013–2016 inget lopp
- 2012  Joe Dombrowski
- 2011  Mattia Cattaneo
- 2010  Carlos Betancur
- 2009  Cayetano Sarmiento
- 2007–2008 inget lopp
- 2006  Dario Cataldo
- 2005 inget lopp
- 2004  Marco Marzano
- 2003  Dainius Kairelis
- 2002  Giuseppe Muraglia
- 2001  Davide Frattini
- 2000  Raffaele Ferrara
- 1999  Tadej Valjavec
- 1998  Danilo Di Luca
- 1997  Oscar Mason
- 1996  Roberto Sgambelluri
- 1995  Giuseppe Di Grande
- 1994  Leonardo Piepoli
- 1993  Gilberto Simoni
- 1992  Marco Pantani
- 1991  Francesco Casagrande
- 1990  Wladimir Belli
- 1989  Andrej Teteriuk
- 1988  Dmitrij Konysjev
- 1987 inget lopp
- 1986  Aleksandr Krasnov
- 1985  Sergej Uslamin
- 1984  Piotr Ugrumoj
- 1983  Vladimir Volosjin
- 1982  Francesco Cesarini
- 1981  Sergej Voronin
- 1980  Giovanni Fedrigo
- 1979  Alf Segersäll
- 1978  Franco Stiz
- 1977  Claudio Corti
- 1976  Francesco Conti
- 1975  Ruggero Gialdini
- 1974  Pizzini Leone
- 1973  Gianbattista Baronchelli
- 1972  Giovanni Battaglin
- 1971  Francesco Moser
- 1970  Gian Carlo Bellini